# Karl Baedeker
Karl Baedeker (ur. 3 listopada 1801 w Essen, zm. 4 października 1859 w Koblencji) – pisarz i księgarz niemiecki, który zasłynął jako wydawca pierwszych nowoczesnych przewodników turystycznych. Przewodniki te na długi czas wyznaczyły wzorzec dla tego typu wydawnictw, zwanych później zwyczajowo „bedekerami”. Po wielu przekształceniach wydawnictwo Baedekera (Karl Baedeker Verlag) działa do dziś w ramach domu wydawniczego „MairDumont” w Ostfildern koło Stuttgartu.

## Dzieła
- Schlesien: Riesengebirge, Grafschaft Glatz: Reisehandbuch, Leipzig 1938.